# Jongmin Park
Jongmin Park (nascido em Seul, 17 de novembro de 1986) é um cantor de ópera sul-coreano, que já cantou em papéis importantes de casas de ópera da Alemanha, Áustria e Reino Unido. Em 2015, foi o vencedor do Prêmio Canção da Competição BBC Cardiff Cantor do Mundo. Park também ganhou o Primeiro Prêmio de voz masculina no Concurso Internacional Tchaikovski de 2011 e o Prêmio Birgit Nilsson para Repertório Alemão de Richard Strauss e Richard Wagner na Competição Operalia de 2011.

Park estudou canto na Universidade Nacional de Artes da Coreia e depois na Accademia del Teatro alla Scala em Milão na Itália, antes de se tornar membro da Ópera Estatal de Hamburgo, de 2010 a 2013. Ele fez sua estreia na Royal Opera House em 2014 como Colline em La bohème e cantou na Ópera Estatal de Viena durante a temporada 2013/2014, onde seus papéis incluíram Zuniga em Carmen, Don Basilio em Le nozze di Figaro e Colline.